# What's Going On (album Marvin Gaye)
What's Going On è un album del cantante statunitense Marvin Gaye, pubblicato nel 1971 dall'etichetta discografica Tamla-Motown Records.L'ultima traccia dell'album è presente nella fittizia stazione The Vibe nel videogioco Grand Theft Auto IV.
Nel 2020 la rivista Rolling Stone l'ha inserito al 1º posto della sua lista dei 500 migliori album di sempre (in precedenza era in 6ª posizione).

## Descrizione
There's too many of you crying

Brother, brother, brother

There's far too many of you dying»
Fratello, fratello, fratello

troppi di voi stanno morendo.»
(What's Going On)
L'album tratta temi come l'abuso di droga, la povertà e la guerra del Vietnam, e per questo inaugurò un nuovo corso nella musica soul. Viene considerato una sorta di concept album, dato che alcune tracce fanno da introduzione alla successiva. Viene anche catalogato come album Song Cycle, perché la traccia finale riprende la traccia iniziale dell'album. I temi trattati sono interpretati dal punto di vista dei veterani della guerra del Vietnam, che fatto ritorno a casa non vedono altro che ingiustizia, sofferenza ed odio.
Il successo commerciale e critico dell'album fu immediato. Rimase per oltre un anno nella classifica degli album pop di Billboard e le vendite superarono i 2 milioni di copie fino alla fine del 1972, diventando così l'album del cantante con le migliori vendite fino a quel momento. Inoltre What's Going On ricevette anche i migliori giudizi da varie riviste musicali e non, tra le quali Time, Rolling Stone (per il quale diventò "Album dell'anno"), The New York Times e Billboard, che gli attribuì il "Billboard Trendsetter Award" del 1971. Dal 2003 è entrato a far parte della lista dei 500 migliori album secondo Rolling Stone, posizionandosi al numero 6 (poi salito al primo posto nell'aggiornamento del 2020), e la title track si posizionò invece alla posizione numero 4 nella lista delle 500 migliori canzoni di tutti i tempi. Un sondaggio del 1999 condotto dal giornale inglese Guardian/Observer lo nominò "Miglior album del XX secolo".
Nel 1997, What's Going On si posizionò al numero 17 della classifica dei migliori album di tutti i tempi secondo il sondaggio Music of the Millennium, condotto da HMV, Channel 4, The Guardian e Classic FM. Nel 1998 i lettori della rivista Q posizionarono l'album al numero 97, mentre nel 2003 VH1 lo posizionò al numero 4. Infine sempre nel 2003, è stato uno dei 50 album scelti per essere inseriti nella The Library of Congress' National Recording.
Negli anni successivi molti artisti di generi musicali differenti si cimentarono in cover di pezzi dell'album, tra questi ricordiamo Aretha Franklin (Wholly Holy in Amazing Grace) e Donny Hathaway (What's Going On in Donny Hathaway in performance) nel 1972. Mercy Mercy Me compare come b-side nel singolo dei The Strokes You Only Live Once del 2006 e anche nell'album di Craig David Signed Sealed Delivered del 2010.

### Antefatto

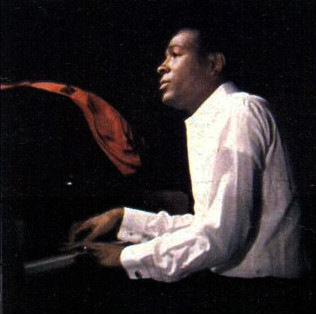
Marvin Gaye nel 1968

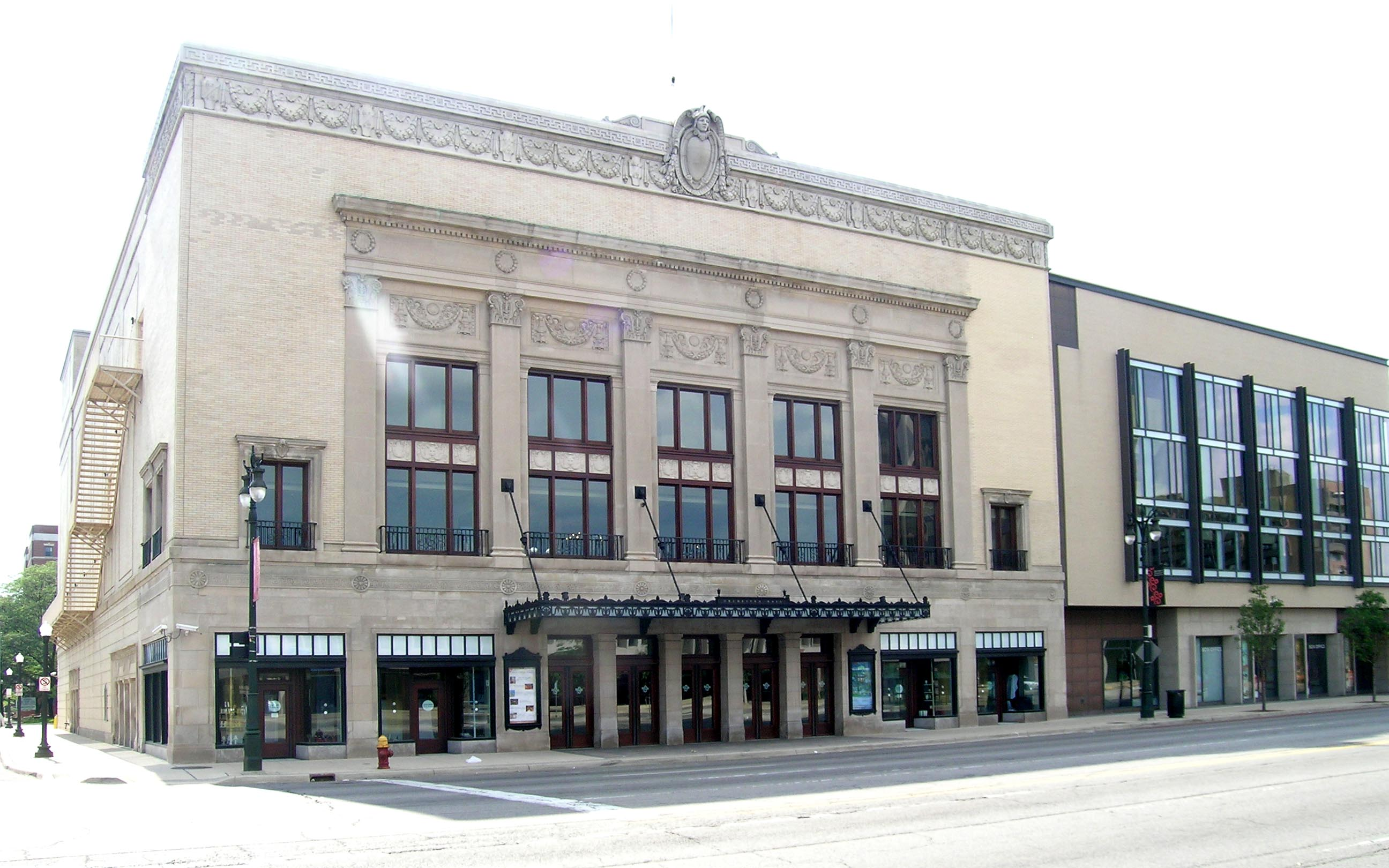
Gaye sperimentò problemi personali e professionali alla fine degli anni sessanta e parte del suo rifocalizzarsi sulla musica fu dovuto all'assistere ai concerti della Detroit Symphony Orchestra nella Orchestra Hall presso il Max M. Fisher Music Center.

Alla fine degli anni sessanta, Marvin Gaye era caduto in una profonda crisi personale sfociata in depressione a seguito della diagnosi di tumore al cervello che era stata fatta alla sua collega Tammi Terrell, al fallimento del suo matrimonio con Anna Gordy, alla crescente dipendenza dalla cocaina, ai problemi con il fisco e ai dissidi con la Motown Records, l'etichetta per la quale aveva firmato nel 1961. Una sera, mentre si trovava a Detroit, Gaye tentò il suicidio, ma fu fermato dal padre di Berry Gordy.
In questo periodo, Marvin Gaye cominciò a sperimentare maggiore successo a livello internazionale sia come artista solista con singoli quali I Heard It Through the Grapevine e Too Busy Thinking About My Baby sia come duo insieme a Tammi Terrell, ma Gaye disse che all'epoca sentiva di "non meritare" il successo, in quanto si sentiva un pupazzo, un burattino nelle mani di Berry e Anna. Nel marzo 1970, la Terrell morì a causa delle conseguenze di un tumore al cervello. Il cantante rispose alla morte della collega rifiutandosi di esibirsi dal vivo per diversi anni. Nel gennaio 1970, la Motown pubblicò il successivo album di Gaye, That's the Way Love Is, ma lui si rifiutò di promuovere il disco, scegliendo di restarsene a casa. Durante questo periodo di reclusione, Gaye si fece crescere la barba, e preferiva indossare tute da ginnastica invece di abiti e maglioni. Inoltre si riavvicinò alla spiritualità e assistette a svariati concerti della Detroit Symphony Orchestra. Nella primavera del 1970, Gaye tentò anche di intraprendere la carriera di giocatore di football americano professionista per la squadra dei Detroit Lions nella NFL, allenandosi con gli Eastern Michigan Eagles. Tuttavia, ogni suo tentativo si fermò dopo che il proprietario della squadra lo avvisò che qualsiasi infortunio futuro ne avrebbe pregiudicato la carriera. Gaye rimase in rapporti di amicizia con i giocatori dei Lions, Mel Farr, Charlie Sanders e Lem Barney, e divenne amico anche della stella dei Detroit Pistons Dave Bing.

### Concezione

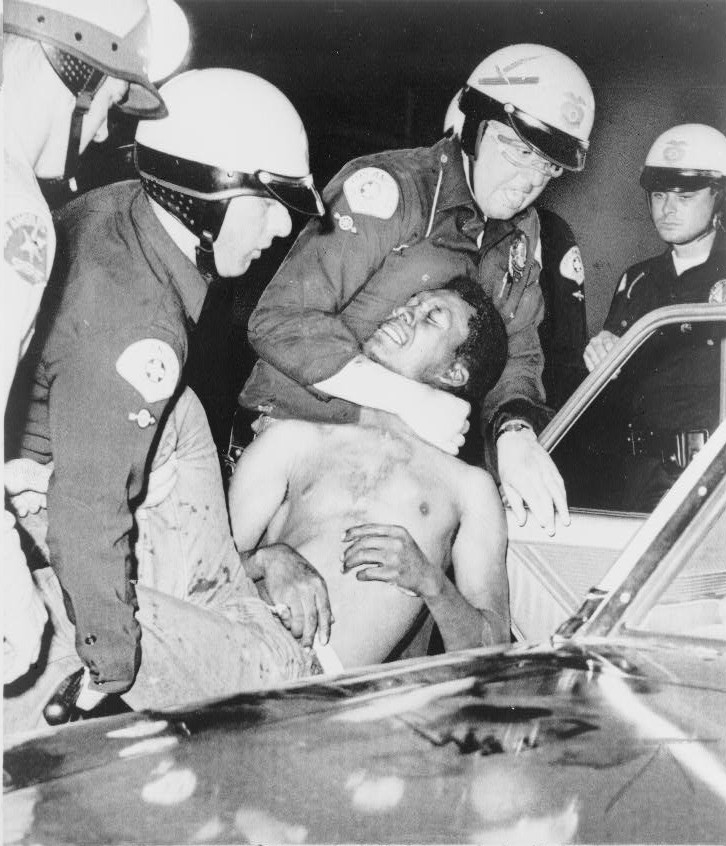
La polizia arresta un manifestante durante i disordini di Watts del 1965

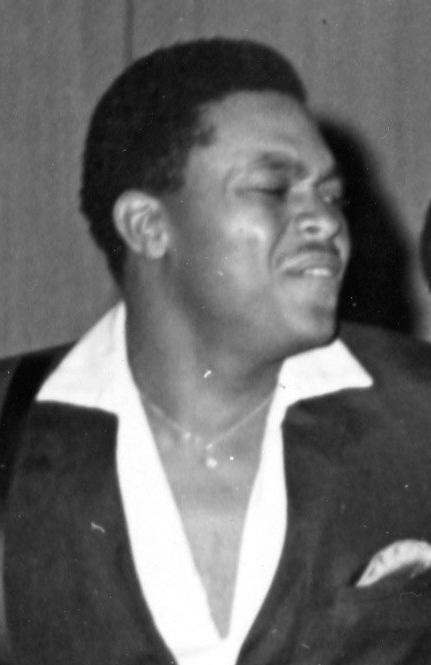
Il collega cantante soul Renaldo Benson ispirò Marvin Gaye a comporre canzoni su temi politici e sociali.

Mentre era in viaggio sul tour bus con i Four Tops il 15 maggio 1969, Renaldo "Obie" Benson assistette a un atto di brutalità poliziesca e violenza commesso ai danni di manifestanti contro la guerra del Vietnam che stavano manifestando a Berkeley. Successivamente Benson raccontò allo scrittore Ben Edmonds: «Vidi tutto ciò e cominciai a chiedermi "cosa sta succedendo?". Una domanda tirò l'altra. Perché stanno mandando i ragazzi oltreoceano lontano dalle loro famiglie? Perché picchiano i loro stessi ragazzi in strada?». Tornando a Detroit, il compositore della Motown Al Cleveland scrisse una canzone basata sulle sue conversazioni con Benson circa quello che aveva visto a Berkeley. Benson propose la canzone ai Four Tops ma la band decise di rifiutare il pezzo. Benson dichiarò: «I miei compagni mi dissero che era una canzone di protesta. Io risposi: "no ragazzi, è una canzone d'amore, sull'amore e la comprensione. Non sto protestando. Voglio solo sapere cosa sta accadendo"».
Benson offrì la canzone a Marvin Gaye durante una partita di golf. Poi gli suonò il pezzo alla chitarra a casa sua, e Gaye sentì che l'atmosfera del brano sarebbe stata perfetta per gli Originals. Alla fine Benson lo convinse ad incidere lui stesso la canzone. Il cantante però pretese di essere accreditato parzialmente della composizione del brano, e Benson acconsentì. Gaye aggiunse una nuova melodia e nuove strofe, volendo esprimere il proprio punto di vista personale. All'epoca, egli era rimasto molto colpito dalla corrispondenza con il fratello dopo che questi era tornato dal Vietnam, circa il trattamento riservato ai reduci di guerra.
Gaye si disse anche profondamente afflitto dalle piaghe sociali che affliggevano gli Stati Uniti dell'epoca, e nel 1969 aveva voluto reinterpretare la canzone Abraham, Martin & John. Egli citò inoltre i disordini di Watts del 1965 come episodio cruciale nella sua vita, quando si domandò: «Con il mondo che sta esplodendo intorno a me, come posso pretendere di andare avanti cantando canzoni d'amore?». Una notte, telefonò a Berry Gordy comunicandogli la sua idea di incidere un album di protesta, ma Gordy lo smontò dicendogli: «Marvin, non essere ridicolo. Stai portando le cose troppo in la'».
In un'intervista concessa alla rivista Rolling Stone, Marvin Gaye discusse ciò che aveva plasmato la sua visione di temi più socialmente consapevoli nella musica e nell'ideazione del suo undicesimo album di studio:
(Marvin Gaye)

### Registrazione

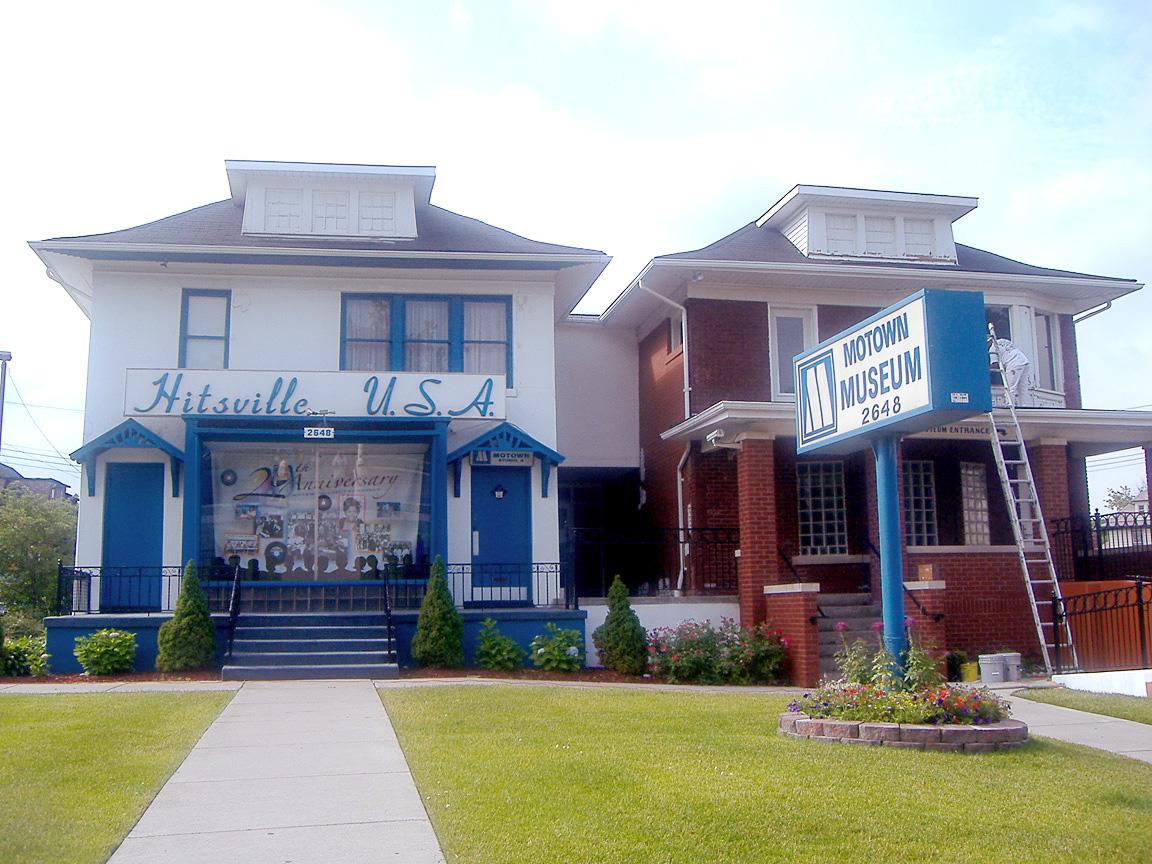
Gaye registrò l'album presso lo studio Hitsville U.S.A.

Il 1º giugno 1970, Gaye entrò negli studi Hitsville U.S.A. della Motown per incidere la traccia What's Going On. Immediatamente dopo essere venuti a conoscenza della canzone, alcuni musicisti della Motown, conosciuti con il nome The Funk Brothers, notarono il differente approccio utilizzato da Gaye rispetto a quello delle sue precedenti incisioni per la Motown. I membri dei Funk Brothers Jack Ashford, James Jamerson ed Eddie Brown parteciparono alla sessione di registrazione. Jamerson fu portato in studio da Gaye che lo aveva visto suonare in una band blues in un locale. Eli Fontaine, il sassofonista di Baby, I'm For Real, prese parte anche lui alla registrazione. Jamerson, che non riusciva a stare seduto sulla sedia poiché arrivò in studio alla sessione completamente ubriaco, suonò le sue linee di basso, scritte per lui dall'arrangiatore David Van De Pitte, sdraiato sul pavimento. Il riff di sax contralto suonato da Fontaine nella canzone fu un caso fortuito. Quando Gaye ascoltò il nastro demo di Fontaine, che era semplicemente una prova, decise all'istante che il riff era il modo ideale per iniziare il brano. Quando Fontaine disse che stava "solamente scaldandosi", Marvin Gaye si disse contento del risultato, rispondendo: «Beh, ti riscaldi in maniera squisita. Grazie».
L'atmosfera della sessione dell'incisione del singolo è stata descritta "piena di fumate di marijuana e giri di scotch". La caratteristica traccia vocale multi-stratificata di Gaye fu dovuta inizialmente a un errore dei fonici Steve Smith e Kenneth Sands. Sands spiegò in seguito che Gaye gli aveva chiesto di portargli le due take delle tracce vocali provate per What's Going On così da decidere quale usare nella canzone. Smith e Sands mixarono accidentalmente insieme le due tracce. Gaye restò soddisfatto del risultato finale e decise di impiegare tale tecnica in tutto l'album.
In settembre, Gaye fece sentire What's Going On a Berry Gordy mentre si trovava in California. Secondo alcuni resoconti, a Gordy la canzone non piacque, e la definì addirittura "la cosa peggiore che avesse mai sentito in vita sua". Come risultato, Gaye minacciò di entrare in sciopero fino a quando Gordy non avesse cambiato opinione. Gordy stesso ha negato questa versione, affermando di aver sempre amato l'atmosfera jazz del brano, anche se mise in guardia Gaye che la sonorità era un po' troppo fuori moda rispetto ai tempi e che temeva potesse alienarsi una parte del suo pubblico facendo uscire una canzone "politica". Gaye continuò a registrare le sue proprie composizioni in questo periodo, alcune delle quali andranno a costituire il suo album del 1973, Let's Get It On. Il dirigente della Motown Harry Balk ricorda di aver cercato di convincere Gordy a pubblicare la canzone per fine anno, ma che lui gli rispose: «Quella cosa alla Dizzy Gillespie nel mezzo, quel cantato scat, è roba vecchia».
Grazie all'aiuto del responsabile vendite della Motown Barney Ales, Harry Balk riuscì a far uscire la canzone come singolo il 20 gennaio 1971, vendendo 100,000 copie senza che Gordy lo sapesse. Alla sua pubblicazione, la canzone si rivelò un successo negli Stati Uniti raggiungendo la vetta della classifica Hot Soul Singles Chart, e la posizione numero 2 nella Billboard Hot 100. Sorpreso dalla notizia, Gordy si recò a casa di Gaye per discutere l'incisione di un album intero, dandogli piena libertà creativa a patto che finisse il disco entro 30 giorni, prima della fine di marzo. Gaye tornò agli studi Hitsville per registrare il resto di What's Going On, che completò in appena 10 giorni lavorativi tra il 1º e il 10 marzo. Le sovraincisioni furono effettuate presso gli Hitsville (Studio A), mentre le sezioni archi, fiati, voce solista e cori furono incisi al Golden World (Studio B).
Il missaggio originale dell'album, registrato a Detroit sia negli Hitsville sia al Golden World e anche presso gli United Sound Studios, fu completato il 5 aprile 1971. Quando Gordy ascoltò il risultato finale, si disse preoccupato dal fatto che non ci fossero altri singoli di successo sull'album.

### Musica e testi

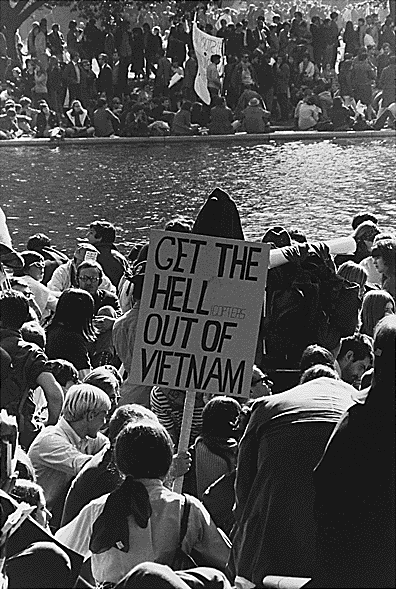
Proteste a Washington contro la guerra in Vietnam il 21 ottobre 1967

Le traccia d'apertura What's Going On è in possesso di forti influenze derivanti dalla musica jazz, gospel e classica orchestrale. Il recensore Eric Henderson di Slant dichiarò che la title track ha un tono "comprensibilmente triste" in risposta al fallimento dei movimenti di controcultura della fine degli anni sessanta. Henderson scrisse anche che "la scelta di Gaye di enfatizzare l'umanità nella sua forma più caritatevole piuttosto che dipingere immagini cupe di distruzione e disillusione è caratteristica dell'album che segue."
What's Going On è immediatamente seguita nel flusso dalla seconda traccia, What's Happening Brother, un brano dedicato da Gaye a suo fratello Frankie, nel quale Marvin Gaye tenta di spiegare la disillusione dei veterani di guerra tornati alla vita civile e il loro distacco dalla società. Flyin' High (In the Friendly Sky), che prende il titolo dal motto della United Airlines, "Fly the friendly skies", tratta della dipendenza da eroina. La strofa: «I know, I'm hooked my friend, to the boy, who makes slaves out of men», si riferisce all'eroina con il termine gergale "boy", parola in slang per "droga". Save the Children è un accorato appello emotivo ad aiutare i bambini svantaggiati, con il cupo avvertimento: «Who really cares/who's willing to try/to save a world/that is destined to die?» ("A chi importa davvero/chi è disposto a provare/a salvare un mondo/che è destinato a morire?"). Una versione tronca di God Is Love segue Save the Children e fa riferimento a Dio.
Mercy Mercy Me (The Ecology) è un'altra supplica emozionale, questa volta in favore della natura, pervasa da fervore ecologista ante litteram. Secondo Earl Van Dyke, all'epoca Berry Gordy non conosceva il significato della parola "ecologia" e fu necessario spiegargli cosa volesse dire. La canzone contiene un memorabile riff di sax tenore da parte di Wild Bill Moore. Right On è una lunga jam session della durata di sette minuti, influenzata dalla musica fusion ed incentrata sull'anima divisa in due di Gaye che canta in falsetto: «If you let me, I will take you to live where love is King» ("Se me lo permetti, ti porterò a vivere dove l'amore regna sovrano") dopo aver dichiarato: «True love can conquer hate every time» ("Il vero amore può sconfiggere l'odio sempre"). Wholy Holy segue la falsariga di God Is Love come un appello gospel per avvertire la gente di "stare insieme" per "proclamare l'amore come [nostra] salvezza". La traccia finale, Inner City Blues (Make Me Wanna Holler), parla della povertà nelle città, con l'accompagnamento minimalista in sottofondo di un'oscura atmosfera funk orientata al blues, con delle linee di basso composte e suonate da Bob Babbitt, che suona anche in Mercy Mercy Me (Jamerson suonò sul resto dell'album). L'uso stilistico nell'intero album di un ciclo di canzoni gli ha dato un aspetto coeso che lo ha fatto definire uno dei primi concept album di R&B, descritto come "un esperimento rivoluzionario nel raccogliere una suite pseudo-classica di canzoni a flusso libero".
David Hepworth descrisse l'album come "un disco jazz non solo perché aveva modi jazz ed era infarcito di archi e impiegava conga e triangolo come forma prominente di percussioni ... ma anche jazz nel senso che ... suona come un lungo unico brano". The Absolute Sound descrisse il disco "un brillante song-cycle di soul psichedelico".

## Pubblicazione ed accoglienza
Il 21 maggio 1971, What's Going On divenne il primo album discografico di Marvin Gaye a entrare nella top ten della classifica Billboard Top LPs, raggiungendo la sesta posizione, restando in classifica per più di un anno, vendendo oltre due milioni di copie entro dodici mesi dalla sua pubblicazione, e diventando l'album di maggior successo della Motown Records fino a quel punto. Fu anche il secondo album di Gaye a raggiungere la vetta della classifica Soul LPs di Billboard. La title track, pubblicata su singolo nel gennaio 1971, vendette oltre 200,000 copie nella prima settimana e alla fine arrivò a due milioni e mezzo di copie vendute entro la fine dell'anno. Trascorse diverse settimane alla posizione numero 2 della Billboard Hot 100 dietro a Joy to the World dei Three Dog Night, e passò cinque settimane in testa alla classifica Soul Singles tra il 27 marzo e il 24 aprile 1971.
Il singolo successivo, Mercy Mercy Me (The Ecology), raggiunse la quarta posizione nella Hot 100, e la prima nella classifica R&B. Terzo ed ultimo singolo fu il brano Inner City Blues (Make Me Wanna Holler), che raggiunse la nona posizione della Hot 100, mentre andò in vetta nella classifica R&B, rendendo Gaye di fatto il primo artista maschile a piazzare tre singoli estratti dallo stesso album nella top ten della classifica Hot 100. Tuttavia, l'album ebbe un modesto riscontro commerciale in Europa e Canada.

## Tracce
Lato A
1. What's Going On – 3:52 (Al Clevland, Marvin Gaye, Renaldo Benson)
2. What's Happening Brother – 2:44 (James Nyx, M. Gaye)
3. Flyin' High (In the Friendly Sky) – 3:49 (M. Gaye, Anna Gordy Gaye, Elgie Stover)
4. Save the Children – 4:03 (Clevland, M. Gaye, Benson)
5. God is Love – 1:49 (M. Gaye, A. Gaye, Stover, Nyx)
6. Mercy Mercy Me (The Ecology) – 3:49 (M. Gaye)

Lato B
1. Right On – 7:31 (Earl DeRouen, M. Gaye)
2. Wholy Holy – 3:08 (Clevland, M. Gaye, Benson)
3. Inner City Blues (Make Me Wanna Holler) – 5:26 (M. Gaye, Nyx)

## Formazione
Artista
- Marvin Gaye - voce, cori, pianoforte, mellotron, percussioni

Altri musicisti
- Conduzione orchestra ed arrangiamenti di David Van De Pitte
- cori:
  - The Andantes (Jackie Hicks, Marlene Barrow, & Louvain Demps)
  - Mel Farr e Lem Barney dei Detroit Lions.
  - Bobby Rogers
  - Elgie Stover
  - Kenneth Stover
- Strumenti suonati dai The Funk Brothers
  - James Jamerson – basso (tracce 1-5)
  - Earl Van Dyke – pianoforte
  - Bob Babbitt – basso (tracce 6-9)
  - Joe Messina – chitarra
  - Robert White – chitarra
  - Eli Fountain – sassofono alto
  - Wild Bill Moore – sassofono tenore
  - Chet Forest – batteria

## Critica
| Recensione                    | Giudizio       |
| ----------------------------- | -------------- |
| AllMusic                      | [ 1 ]          |
| Ondarock                      | Pietra Miliare |
| The Rolling Stone Album Guide | [ 25 ]         |
| Sputnikmusic                  | [ 26 ]         |
| Chicago Tribune               | [ 27 ]         |
| Christgau's Record Guide      | B+             |
| MusicHound R&B                | [ 29 ]         |
| The Observer                  | [ 30 ]         |
| Piero Scaruffi                | 7/10           |
| Slant Magazine                | [ 32 ]         |

What's Going On fu generalmente ben accolto dalla critica dell'epoca. Scrivendo su Rolling Stone nel 1971, Vince Aletti lodò l'approccio di Gaye verso tematiche sociali e politiche, sorprendendosi che la Motown avesse pubblicato un album del genere. In una recensione congiunta di What's Going On e Where I'm Coming From di Stevie Wonder, Aletti scrisse: «Gli album ambiziosi e personali possono essere un eccesso sul mercato altrove, ma alla Motown sono qualcosa di nuovo; ... l'album nel suo insieme ha la precedenza, assorbendo i propri difetti. Ci sono pochissimi artisti che possono portare a termine un progetto come questo. Ho sempre ammirato Marvin Gaye, ma non mi aspettavo che sarebbe stato uno di questi. Credo di averlo seriamente sottovalutato. Non succederà più». Billboard descrisse il disco "un incrocio tra Curtis Mayfield e quel vecchio sound Motown, che surclassa qualsiasi altra cosa fatta da Gaye in precedenza". La rivista Time lo definì una "grande, melodicamente abile suite di pop sinfonico". Il critico musicale del Village Voice Robert Christgau restò meno impressionato. Scrivendo nella sua Christgau's Record Guide: Rock Albums of the Seventies (1981), egli considerava l'album sia una "dichiarazione personale rivoluzionaria" sia un "prodotto commerciale" di Berry Gordy, innescato da tre singoli molto originali ma rovinato altrove dalla musica indistinta e dall'uso indulgente degli arrangiamenti orchestrali di David Van De Pitte, che Christgau definì "il tipo più scadente di musica da sottofondo cinematografico".
Secondo Paul Gambaccini, la morte violenta di Gaye nel 1984 favorì una rivalutazione critica dell'album, e molti recensori da allora l'hanno definito un importante capolavoro della musica popolare. In MusicHound R&B (1998), Gary Graff scrisse che What's Going On "non era solo un grande album di Gaye ma anche uno dei più grandi album di musica pop di sempre", e Rolling Stone nel 2012 gli diede il merito di aver "rivoluzionato la black music". David Katz di BBC Music descrisse il disco "uno dei migliori album di tutti i tempi, e niente di meno di un capolavoro", paragonandolo a Kind of Blue di Miles Davis nel jazz. Nella sua recensione del 1994 della ristampa dell'album, Greg Kot del Chicago Tribune descrisse What's Going On "il primo album di soul music che possa essere definito arte, una risposta urbana al misticismo celtico di Astral Weeks di Van Morrison, al pop psichedelico di Sgt. Pepper's Lonely Hearts Club Band dei Beatles [e] al blues ricablato di Highway 61 Revisited di Bob Dylan". In controtendenza, Richie Unterberger, scrivendo in The Rough Guide to Rock (2003), trovò che l'album fosse un po' troppo sopravvalutato, perché molta della sua "serpeggiante introspezione" impallidisce a confronto dei tre singoli estratti da esso.

### Riconoscimenti
| Bill Shapiro                                          | Stati Uniti | The Top 100 Rock Compact Discs                                    | 1991 | *   |
| Jimmy Guteman                                         | Stati Uniti | The Best Rock 'n' Roll Records of All Time                        | 1992 | *   |
| Chris Smith                                           | Stati Uniti | 101 Albums That Changed Popular Music                             | 2009 | *   |
| Elvis Costello (Vanity Fair, n. 483)                  | Stati Uniti | 500 Albums You Need                                               | 2005 | *   |
| Chuck Eddy                                            | Stati Uniti | The Accidental Evolution of Rock'n'Roll                           | 1997 | *   |
| Consequence of Sound                                  | Stati Uniti | Top 100 Albums Ever                                               | 2010 | 19  |
| Vibe                                                  | Stati Uniti | 100 Essential Albums of the 20th Century                          | 1999 | *   |
| Dave Marsh & Kevin Stein                              | Stati Uniti | The 40 Best of Album Chartmakers by Year                          | 1981 | 7   |
| USA Today                                             | Stati Uniti | Top 40 Albums of All Time                                         | 2003 | *   |
| Gear                                                  | Stati Uniti | The 100 Greatest Albums of the Century                            | 1999 | 2   |
| Life                                                  | Stati Uniti | Dozen Discs That Shook the World                                  | 2005 | *   |
| Pitchfork                                             | Stati Uniti | Top 100 Albums of the 1970s                                       | 2004 | 49  |
| Rolling Stone                                         | Stati Uniti | The Essential 200 Rock Records                                    | 1997 | *   |
| Rolling Stone                                         | Stati Uniti | The 500 Greatest Albums of All Time                               | 2003 | 6   |
| Rolling Stone                                         | Stati Uniti | The 500 Greatest Albums of All Time                               | 2020 | 1   |
| Spin                                                  | Stati Uniti | 15 Most Influential Albums Not By Beatles, Stones, Dylan or Elvis | 2003 | *   |
| The Recording Academy                                 | Stati Uniti | Grammy Hall of Fame Albums and Songs                              | 1998 | *   |
| Kitsap Sun                                            | Stati Uniti | Top 200 Albums of the Last 40 Years                               | 2005 | 32  |
| Robert Dimery                                         | Stati Uniti | 1001 Albums You Must Hear Before You Die                          | 2005 | *   |
| Time                                                  | Stati Uniti | Top 100 Albums of All Time                                        | 2006 | *   |
| Paul Gambaccini                                       | Stati Uniti | The World Critics Best Albums of All Time                         | 1987 | 4   |
| Gary Pig Gold                                         | Canada      | The 40 Most Influential Records of the 20th Century               | 1999 | *   |
| The Guardian                                          | Regno Unito | 1000 Albums to Hear Before You Die                                | 2007 | *   |
| The Guardian                                          | Regno Unito | The 100 Best Albums Ever                                          | 1997 | 1   |
| Melody Maker                                          | Regno Unito | All Time Top 100 Albums                                           | 2000 | 24  |
| Mojo                                                  | Regno Unito | The 100 Greatest Albums Ever Made                                 | 1995 | 6   |
| Mojo                                                  | Regno Unito | The 100 Records That Changed the World                            | 2007 | 63  |
| NME                                                   | Regno Unito | All Times Top 100 Albums                                          | 1985 | 1   |
| NME                                                   | Regno Unito | All Times Top 100 Albums + Top 50 by Decade                       | 1993 | 4   |
| NME                                                   | Regno Unito | Top 100 Albums of All Time                                        | 2003 | 27  |
| Q                                                     | Regno Unito | 100 Greatest Albums Ever                                          | 1998 | 97  |
| Q                                                     | Regno Unito | The 50 Best Albums of the 70s                                     | 1998 | 20  |
| Q                                                     | Regno Unito | The Ultimate Music Collection                                     | 2005 | *   |
| Sounds                                                | Regno Unito | The 100 Best Albums of All Time                                   | 1986 | 15  |
| The New Nation                                        | Regno Unito | Top 100 Albums by Black Artists                                   | 2005 | 1   |
| Paul Gambaccini                                       | Regno Unito | The World Critics Best Albums of All Time                         | 1977 | 106 |
| Paul Gambaccini                                       | Regno Unito | The World Critics Best Albums of All Time                         | 1987 | 4   |
| The Observer                                          | Regno Unito | 50 Albums That Changed Music 1956–2006                            | 2006 | 6   |
| The Times                                             | Regno Unito | The 100 Best Albums of All Time                                   | 1993 | 49  |
| Times Online                                          | Regno Unito | The 20 Most Influential Albums                                    | 2008 | 17  |
| Uncut                                                 | Regno Unito | 200 Greatest Albums of All Time                                   | 2016 | 13  |
| Vox                                                   | Regno Unito | 100 Records that Shook the World                                  | 1991 | *   |
| Hot Press                                             | Irlanda     | The 100 Best Albums of All Time                                   | 1989 | 23  |
| Hot Press                                             | Irlanda     | The 100 Best Albums Ever                                          | 2003 | 41  |
| Mucchio selvaggio                                     | Italia      | 1000 dischi fondamentali                                          | 2012 | *   |
| Adresseavisen                                         | Norvegia    | The 100 (+23) Best Albums of All Time                             | 1995 | 4   |
| Aftenposten                                           | Norvegia    | Top 50 Albums of All Time                                         | 1999 | 3   |
| Dagbladet                                             | Norvegia    | The Best Albums of the Century                                    | 1999 | *   |
| Eggen & Kartvedt                                      | Norvegia    | The Guide to the 100 Important Rock Albums                        | 1999 | *   |
| Panorama                                              | Norvegia    | The 30 Best Albums of the Year 1970–98                            | 1999 | 2   |
| Platekompaniet                                        | Norvegia    | Top 100 Albums of All Time                                        | 2001 | 12  |
| Tor Milde                                             | Norvegia    | The 100 Best Pop and Rock Albums of All Time                      | 2004 | 2   |
| Expressen                                             | Svezia      | The 100 Best Records Ever                                         | 1999 | 8   |
| Slitz                                                 | Svezia      | The 50 Best Albums of All Time                                    | 1990 | 13  |
| Pop                                                   | Svezia      | The World's 100 Best Albums + 300 Complements                     | 1994 | 14  |
| Soundi                                                | Finlandia   | The 50 Best Albums of All Time + Top 10 by Decade                 | 1995 | 4   |
| OOR                                                   | Paesi Bassi | The Best Albums of the 70s                                        | 1979 | 19  |
| OOR                                                   | Paesi Bassi | The 100 Best Albums of All Time                                   | 2007 | 5   |
| VPRO                                                  | Paesi Bassi | 299 Nominations of the Best Album of All Time                     | 2006 | *   |
| Musik Express/Sounds                                  | Germania    | The 100 Masterpieces                                              | 1993 | 22  |
| Spex                                                  | Germania    | The 100 Albums of the Century                                     | 1999 | 6   |
| Sounds                                                | Germania    | The 50 Best Albums of the 1970s                                   | 2009 | 1   |
| Volume                                                | Francia     | 200 Records that Changed the World                                | 2008 | *   |
| RockDelux                                             | Spagna      | The 100 Best Albums of the 1970s                                  | 1988 | 1   |
| RockDelux                                             | Spagna      | The 200 Best Albums of All Time                                   | 2002 | 2   |
| Alternative Melbourne                                 | Australia   | The Top 100 Rock/Pop Albums                                       | 1996 | 67  |
| The Courier-Mail                                      | Australia   | 50 Defining Rock Albums                                           | 2005 | 5   |
| (*) indica l'inclusione senza una posizione specifica |             |                                                                   |      |     |